# Villiers (Indre)
Villiers – miejscowość i gmina we Francji, w Regionie Centralnym, w departamencie Indre.
Według danych na rok 1990 gminę zamieszkiwało 177 osób, a gęstość zaludnienia wynosiła 7 osób/km² (wśród 1842 gmin Regionu Centralnego Villiers plasuje się na 962. miejscu pod względem liczby ludności, natomiast pod względem powierzchni na miejscu 486.).